# Ґвен Тіле
Ґвен Тіле (англ. Gwen Thiele; 23 березня 1918 — 16 листопада 1979) — колишня австралійська тенісистка.
Найвищим досягненням на турнірах Великого шолома був фінал в змішаному парному розряді.

## Фінали турнірів Великого шлему

### Парний розряд (1 поразка)
| Результат | Рік  | Турнір              | Покриття | Партнерка        | Суперниці                      | Рахунок  |
| --------- | ---- | ------------------- | -------- | ---------------- | ------------------------------ | -------- |
| Поразка   | 1955 | Чемпіонат Австралії | Трава    | Нелл Голл-Гопман | Мері Бевіс Готон Берил Пенроуз | 5–7, 1–6 |

### Мікст (1 поразка)
| Результат | Рік  | Турнір              | Покриття | Партнерка    | Суперниці                         | Рахунок  |
| --------- | ---- | ------------------- | -------- | ------------ | --------------------------------- | -------- |
| Поразка   | 1952 | Чемпіонат Австралії | Трава    | Том Воргерст | Телма Койн-Лонґ Джордж Вортінгтон | 7–9, 5–7 |